# Jacqueline de Longwy

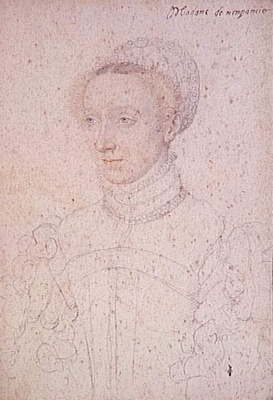
Jacqueline de Longwy

Jacqueline de Longwy, född 1520, död 1561, var en fransk hovfunktionär.
Hon var dotter till Jean IV de Longwy och Jeanne d'Angouleme och gifte sig 1538 med hertig Louis III av Montpensier. Hon deltog i hovlivet från 1533, och blev personlig vän till Katarina av Medici. År 1560 deltog hon i den framgångsrika operationen att övertala Anton av Bourbon att avstå sin rätt att leda förmyndarregeringen över kung Karl till Katarina. 
Hon var Fille d’honneur (hovfröken) hos Eleonora av Österrike 1533-38, Dame eller dame d'honneur (hovdam) hos densamma 1538-43, dame d’honneur hos Maria Stuart 1560, och Première dame d'honneur till Frankrikes drottning Katarina av Medici mellan 1560 och 1561. Hon efterträdde Françoise de Brézé och efterträddes av Philippes de Montespedon.